# Honningbi
 Denne artikel omhandler den europæiske honningbi, der normalt forkortes "honningbi". For honningbi-slægten Apis, se Honningbier.
Den europæiske honningbi (Apis mellifera) er en art i slægten Apis i familien Apidae. Dens oprindelige udbredelsesområde var Afrika, Europa og Sydvestasien. På grund af evnen til at producere honning er den blevet udnyttet i biavl og er derved spredt over hele verden. Også som bestøver i landbruget spiller honningbien en stor rolle. 
Det er sociale insekter, der lever i familier med en kompliceret og effektiv, social struktur. Som hos andre sociale insekter styres samfundet af en "dronning", som dels er den eneste bi i hele boet der forsyner familien med afkom og dels styrer familien ved hjælp af feromoner. Der findes omkring 25 underarter, kaldet biracer, hvoraf den brune bi (Apis mellifera mellifera) er oprindelig for Nordeuropa.

## Bifamilien

### Arbejdere
Bifamilien består næsten udelukkende af dronningens døtre – arbejderbierne. Deres trang til formering undertrykkes ved specielle feromoner, som dronningen udskiller. Da arbejderbierne samtidig i mange tilfælde er nærmere beslægtet med deres søstre end med evt. afkom arbejder de villigt for boet. Der findes fra få tusinde og op til 80.000 individer i en bifamilie. I bikuben (bistadet) findes mange opgaver. Arbejderbiernes opgaver er bestemt af biens alder:
1. Rengøringsjob, larvepasning, dronningeopvarter. Disse unge bier har bestemte fødekirtler.
2. Byggekonstruktørerne har vokskirtler.
3. Soldater og lagerarbejdere
4. Indsamlere, der mangler kirtlerne. Nogle bier fortsætter dog som soldater hele livet.

Den aldersbestemte arbejdsfordeling styres af et bestemt ungdomshormon. Jo ældre bier bliver jo mere hormon. Hvis et nyt bo pludselig skal opbygges og der kun findes gamle bier – f.eks. efter en sværmning, falder hormonniveauet og de nødvendige kirtler begynder at udvikles.

### Droner
Ud over arbejderbierne findes få hundrede droner – dvs. hanbier. De har tykkere kroppe og store øjne. Dronerne har ingen giftbrod og kan derfor ikke stikke. Deres opgave er udelukkende at befrugte en dronning – hvad kun enkelte af dem opnår. Til gengæld overlever en drone ikke en parring.
Dronerne bidrager dog også til boets temperaturregulering sammen med arbejderbierne: Ventilerer med vingerne, når der er for varmt og producerer varme i vingemusklerne, når der er for koldt.
Hannerne er haploide, da de er kommet fra et ubefrugtet æg. De har derfor kun et sæt gener, som alle stammer fra dronningen. Det betyder, at to arbejderbier, der har samme far har 50 – 100% af deres gener til fælles. 
Dronerne opsøger særlige dronepladser for at søge efter unge dronninger - jomfrudronninger. Det er uvist, hvad der får droner og dronninger til at opsøge disse afgrænsede lokaliteter. Dronerne flyver op til 5 km fra boet. I modsætning til arbejderbierne kan dronerne frit flyve ind i fremmede bifamilier. Det reducerer formentlig risikoen for indavl, men bidrager også til spredning af sygdomme og parasitter.
I sensommeren bliver dronerne smidt ud. Arbejderbierne ophører med at fodre dem.

### Dronning
I en bifamilie findes normalt kun en enkelt dronning. Men hvis en gammel dronning dør eller bliver for svag, opfostres flere larver til nye dronninger. Dronningelarver opfostres i specielle store, lodrette celler i bikuben. Larven er ellers ikke anderledes end arbejderlarver (hunner), men føden, Gelée Royale, gør forskellen. Den første dronningelarve der udklækkes, vinder boet. De resterende dronninger dræbes ofte af den første dronning, så snart de klækkes eller mens de stadig ligger i cellen som pupper.
 
Bifamilien vil også opfostre dronningelarver, fx hvis bierne har for lidt plads. Dette er forberedelse til sværmning.
En dronning parrer sig, når den er få dage gammel med op til 10 droner. Derefter parrer den sig aldrig mere. Parringen foregår i luften i stor højde på særlige "dronepladser", hvor droner fra mange bifamilier samles. Man ved ikke, hvordan droner og dronninger finder disse steder. 
En dronning kan blive op til 5-6 år og kan lægge op til 3000 æg i døgnet. Biavlere vil ofte skifte dronningen, når den er højst to år gammel. Dronninger, der er avlet, mærkes med en farvet plet, der er en international kode for fødeåret.
Dronningen har en stikkebrod, men den bruger den kun til at dræbe andre dronninger med, som nævnt ovenfor.

## Yngel
Dronningen er den eneste, der yngler. Hun kan lægge befrugtede æg, der bliver til hun-bier (arbejdere eller dronninger), og hun kan lægge ubefrugtede æg, der bliver til droner. Æggene lægges i vokstavlernes omtrent vandrette, seks-kantede celler. Bierne bygger droneceller lidt større end de almindelige celler. Når dronningen kommer til en dronecelle, lægger hun et ubefrugtet æg. Dronningeceller står lodret og er meget større end de almindelige celler. De bygges kun, når bierne har brug for dronninger. Arbejderbier fodres med honning og pollen.

### Udviklingstider for biyngel (døgn)
|          | Æg | Larve | Puppe | I alt |
| Arbejder | 3  | 6     | 12    | 21    |
| Dronning | 3  | 4,5   | 8,5   | 16    |
| Drone    | 3  | 6,5   | 14,5  | 24    |

## Overvintring
Om sommeren lever den enkelte arbejderbi ikke mange uger, men bier udklækket i september lever helt til foråret.  Familien kan overleve i meget lang tid. Nye dronninger kan afløse de gamle og udslidte. Nyudklækkede dronninger overtager, mens gamle dronninger udvandrer, sværmer, med en del af familien, sådan at familien kan formere sig.
Men det vigtigste virkemiddel til familiens overlevelse er dog honningen, som sikrer familien energi og varme under den lange, inaktive periode om vinteren eller i tørtiden. En bifamilie har brug for ca. 15 kilo honning i løbet af en vinter. Når vinteren sætter ind sætter bierne sig i en stor vinterklynge omkring dronningen i boet. Den inderste kerne af bier opretholder en konstant temperatur på 33 grader hele vinteren igennem. Dette er yngleområdet. I kolde områder som Danmark holder bierne dog yngelpause og dermed lavere temperatur det meste af vinteren. I området herudenfor findes en løsere kreds af bier, der opretholder en temperatur på omkring 24 grader. Yderst sidder en kreds af tæt pakkede bier, der fungerer som en levende pels omkring resten af familien. I denne kreds er temperaturen omkring 15 grader. Bierne kan opretholde disse temperaturer selvom omgivelserne har minusgrader.
En stor del af vinterfoderet bliver brugt i det tidlige forår, når temperaturen øges for at starte yngelen. I denne periode er det også vigtigt, at bierne har et forråd af pollen til larvefoder.
I kolde perioder er bierne helt afhængige af at sidde på foderet. Hele klyngen kan gradvist bevæge sig hen over foderrammerne, men de kan ikke forlade den tætte klynge uden at dø af kulde. Det kan derfor forekomme, at bifamilier dør af sult, mens der er masser af foder i nærheden.

## Adfærd
Bierne har et meget kompliceret dansesprog, som de bruger, når de skal meddele hinanden hvor der er fundet god nektar. Således kan en enkelt bi overgive viden om en nyudsprunget rapsmark til resten af boet, så mange arbejdere kan flyve ud og via de oplyste koordinater finde og høste nektar på marken. Ved forsøg med placeringer af sukkervandsstationer rundt om bistader har man kunnet dechifrere en del af biernes sprog i denne dans.

## Anvendelse
Honningbier har været efterstræbt for både honning og bivoks i årtusinder, og mennesker fandt tidligt på at holde bierne i særligt indrettede hjem, bikuber, senere bistader. Fordelen er, at bierne opholder sig på steder, hvor de er lette at komme til, og at man af samme grund kan skaffe sig honning på en forholdsvis let og hurtig måde. 
Før opfindelsen af erstatningsføde i form af sukkervand var man nødt til at nøjes med at fjerne en beskeden del af honninglageret. Bierne finder sig ikke frivilligt i at blive frarøvet frugterne af deres indsats, og de stikker rasende mod alt, der bevæger sig i nærheden af deres forstyrrede hjem. Det har gjort, at biavlere over århundreder har udviklet to strategier: Dels brugen af en røgpuster som aggressionsdæmper og dels udvælgelse af ungdronninger fra særligt fredelige familier.
I nutiden har man indset, at bier er væsentlige ikke bare som honningproducenter, men også som bestøvere for økonomisk betydningsfulde afgrøder, raps og frugttræer først og fremmest. Biavlen har været i tilbagegang i en årrække, mest vel nok på grund af varroamiden, som gør biavl vanskelig. Bevidst avl med gener fra bier i varroamidens hjemland, Indien, lover dog godt for biavlens fremtid. De indiske bier kan nemlig selv befri sig for miderne og holde boet rent.

## Colony Collapse Disorder CCD
Colony Collapse Disorder, CCD eller "bifamiliesammenbrudsforstyrrelse" er en uforklarlig sygdom, der rammer bikolonier og betegnes som massedød. Bierne forsvinder fra deres bistader og vender ikke tilbage. Sygdommen startede i USA, hvor der mellem 1971 og 2007 skete en halvering af bestanden af honningbier. Sygdommen har bredt sig over store dele af verden. Man kender endnu ikke årsagen eller årsagerne til sammenbruddet. I USA er sammenbruddet kaldt ”Den store bidød”. 
  Som en forholdsregel har EU besluttet at forbyde tre meget udbredte og meget giftige  insektmidler i  en toårig periode fra 1. december 2013 (sprøjtegifte af typen neonikotinoider).

## Udvikling af resistente honningbier
Der udfoldes bestræbelser på at fremavle resistente honningbier ved hjælp af genteknologi og andre videnskabelige metoder. Udfordringerne omfatter bl.a.
- resistens mod pesticider
- resistens mod virus, mider og andre sygdomsfremkaldende organismer

### Bier i Danmarkshistorien
- Bierne i gamle danske love: Skånske Lov (beg. af 1200-tallet). Jyske Lov (1241). Danske Lov (1683)
- Magister Niels Michelsen Aalborg: Om bier (1634). Med latinsk skrift, med gotisk skrift og som hæfte i A6 ved Gunnar Thygesen
- Magister Niels Michelsen Aalborg: Om bier (1634). Moderniseret udgave ved Bjørn Andersen
- H.F. Rørdams biografiske artikel om Magister Niels Michelsen Aalborg
- Ludvig Holberg om bierne: En fabel og en epistel

 Der er for få eller ingen kildehenvisninger i denne artikel, hvilket er et problem. Du kan hjælpe ved at angive troværdige kilder til de påstande, som fremføres i artiklen.